# 加油喔 青春
《加油喔 青春》（日語：がんばって 青春）是日本女子音樂組合SUPER☆GiRLS的第1張單曲，於2011年4月20日由iDOL Street發售。

## 概要
《加油喔 青春》分為封面A、B、C、D、E、F（活動會場/mu-mo shop限定盤），合共6種形式發行。同名A面曲《加油喔 青春》是日本電視台（讀賣電視台製作）綜藝節目《DOWNTOWN DX》（ダウンタウンDX）的片尾曲。這張單曲最初計劃於2011年3月23日發行，但因東日本大震災的影響延期近一個月。單曲於發行首天於Oricon公信榜單曲日榜取得第4名，其後再於同一星期取得週榜第5名。

## 收錄曲目

### 封面A
1. 加油喔 青春 [4:35]
作詞：森由里子、作曲：吉田将樹、編曲：鈴木Daichi秀行
  - 日本電視台（讀賣電視台制作）綜藝節目《DOWNTOWN DX》（ダウンタウンDX）的片尾曲（2011年2月、3月）
2. 初戀塗鴉 [4:26]
作詞：Mio Aoyama、作曲：鈴木大輔、編曲：水上裕規
  - 朝日放送綜藝節目的片尾曲（2011年2月）

DVD
1. 加油喔 青春（MUSIC VIDEO）
2. 加油喔 青春 成員個別廣告集（全12ver.）

### 封面B
1. 加油喔 青春
2. 初戀塗鴉

DVD
1. 初戀塗鴉（MUSIC VIDEO）
2. 加油喔 青春（MUSIC VIDEO OFF SHOT）

### 封面C
1. 加油喔 青春
2. 初戀塗鴉
3. [17:54]

### 封面D
1. 加油喔 青春
2. 初恋グラフィティ
3. [17:35]

### 封面E
1. 加油喔 青春
2. 初戀塗鴉
3. 加油喔 青春（Instrumental）
4. 初戀塗鴉（Instrumental）

### 封面F
1. 加油喔 青春
2. 初戀塗鴉
3. 加油喔 青春 〜青春ver.〜

## 外部連結
- SUPER☆GiRLS Official Website（日語）
- 愛貝克思官方網站（页面存档备份，存于）（繁體中文）
- YouTube上的加油喔 青春
- YouTube上的初戀塗鴉